# فرانكلين غاردنر
فرانكلين غاردنر (بالإنجليزية: Franklin Gardner)‏ هو عسكري أمريكي، ولد في 29 يناير 1823 في نيويورك في الولايات المتحدة، وتوفي في 29 أبريل 1873 في لويزيانا في الولايات المتحدة.